# Harri Larva
Harry Edvin Larva, detto Harri (nato Harry Edvin Lagerström; Turku, 9 settembre 1906 – Turku, 15 novembre 1980), è stato un mezzofondista finlandese, campione olimpico dei 1500 metri piani ai Giochi olimpici di Amsterdam 1928.

## Biografia
Nato a Turku, nel 1928 gli è stato cambiato il proprio cognome da Lagerström a Larva su decisione del presidente della federazione atletica finlandese, Urho Kekkonen, che non riteneva il nome dell'atleta abbastanza finlandese.
Larva, campione finlandese degli 800 metri piani ininterrottamente dal 1928 al 1930, vinse solo un bronzo nazionale (1927) nella sua specialità, i 1500 metri piani. L'anno migliore dal punto di vista cronometrico è il 1928, quando l'atleta finnico stabilisce tutti i suoi primati personali nelle distanze che vanno dai 400 metri al miglio.
Nello stesso anno partecipa ai Giochi olimpici di Amsterdam sui 1500 metri. Dopo una difficile gara contro il francese Jules Ladoumègue, vince la medaglia d'oro, stabilendo anche il nuovo record olimpico della distanza con 3'53"2.
Quattro anni più tardi si ripresenta ai Giochi olimpici che si tengono a Los Angeles, ma non va oltre un decimo posto, sempre nei 1500 metri. Nel 1934 vince il suo ultimo campionato nazionale sugli 800 m.
Muore a Turku nel 1980.

## Palmarès
| Anno | Manifestazione  | Sede        | Evento       | Risultato | Prestazione | Note            |
| ---- | --------------- | ----------- | ------------ | --------- | ----------- | --------------- |
| 1928 | Giochi olimpici | Amsterdam   | 1500 m piani | Oro       | 3'53"2      | Record olimpico |
| 1932 | Giochi olimpici | Los Angeles | 1500 m piani | 10º       | 3'58"4      |                 |